# 櫻井信五の鬼スケ旅
『櫻井信五の鬼スケ旅』（さくらいしんごのおにスケたび）は、日本テレビ系列で2025年5月10日（9日深夜）から6月14日（13日深夜）まで「Friday's EDGE」枠で放送されていた旅番組。櫻井翔と村上信五の冠番組である。

## 概要
本番組は、1982年1月25日生まれである嵐の櫻井翔と、同年1月26日生まれであるSUPER EIGHTの村上信五という誕生日が1日違いの2人が「まだ知らない日本各地の魅力を"とにかく可能な限りたくさん"伝える」という目的で、櫻井とスタッフが事前に入念なリサーチをして作成したスケジュールをもとにロケを行う旅番組である。
タイトルの「鬼スケ旅」は、「鬼のようにスケジュールを詰め込んだ旅」という意味である。
第1弾は栃木県、第2弾は岐阜県を舞台に各3週ずつ、計6週にわたって放送された。
動画配信サービス『Hulu』では、地上波放送版に約10分の未公開シーンを加えた「Hulu未公開シーン特別版」が放送終了後に独占配信された。
本番組の公式YouTubeチャンネルには、各回の冒頭部分が公開されている。

## 出演者
- 櫻井翔（嵐）
- 村上信五（SUPER EIGHT）

## 放送リスト
| 回 | 放送日  | ロケ地 | 編   | 備考     |
| -- | ------- | ------ | ---- | -------- |
| 1  | 5月10日 | 栃木県 | 前編 |          |
| 2  | 5月17日 | 栃木県 | 中編 | [ 注 1 ] |
| 3  | 5月24日 | 栃木県 | 後編 | [ 注 2 ] |
| 4  | 5月31日 | 岐阜県 | 前編 | [ 注 3 ] |
| 5  | 6月7日  | 岐阜県 | 中編 |          |
| 6  | 6月14日 | 岐阜県 | 後編 |          |

## ネット局
| 放送対象地域   | 放送局                    | 系列                                         | 放送期間                | 放送日時                     | ネット状況 | 備考 |
| -------------- | ------------------------- | -------------------------------------------- | ----------------------- | ---------------------------- | ---------- | ---- |
| 関東広域圏     | 日本テレビ（NTV）         | 日本テレビ系列                               | 2025年5月10日 - 6月14日 | 土曜 0:30 - 0:59（金曜深夜） | 【制作局】 |      |
| 北海道         | 札幌テレビ（STV）         | 日本テレビ系列                               | 2025年5月10日 - 6月14日 | 土曜 0:30 - 0:59（金曜深夜） | 同時ネット |      |
| 青森県         | 青森放送（RAB）           | 日本テレビ系列                               | 2025年5月10日 - 6月14日 | 土曜 0:30 - 0:59（金曜深夜） | 同時ネット |      |
| 岩手県         | テレビ岩手（TVI）         | 日本テレビ系列                               | 2025年5月10日 - 6月14日 | 土曜 0:30 - 0:59（金曜深夜） | 同時ネット |      |
| 宮城県         | ミヤギテレビ（MMT）       | 日本テレビ系列                               | 2025年5月10日 - 6月14日 | 土曜 0:30 - 0:59（金曜深夜） | 同時ネット |      |
| 秋田県         | 秋田放送（ABS）           | 日本テレビ系列                               | 2025年5月10日 - 6月14日 | 土曜 0:30 - 0:59（金曜深夜） | 同時ネット |      |
| 山形県         | 山形放送（YBC）           | 日本テレビ系列                               | 2025年5月10日 - 6月14日 | 土曜 0:30 - 0:59（金曜深夜） | 同時ネット |      |
| 福島県         | 福島中央テレビ（FCT）     | 日本テレビ系列                               | 2025年5月10日 - 6月14日 | 土曜 0:30 - 0:59（金曜深夜） | 同時ネット |      |
| 山梨県         | 山梨放送（YBS）           | 日本テレビ系列                               | 2025年5月10日 - 6月14日 | 土曜 0:30 - 0:59（金曜深夜） | 同時ネット |      |
| 新潟県         | テレビ新潟（TeNY）        | 日本テレビ系列                               | 2025年5月10日 - 6月14日 | 土曜 0:30 - 0:59（金曜深夜） | 同時ネット |      |
| 長野県         | テレビ信州（TSB）         | 日本テレビ系列                               | 2025年5月10日 - 6月14日 | 土曜 0:30 - 0:59（金曜深夜） | 同時ネット |      |
| 静岡県         | 静岡第一テレビ（SDT）     | 日本テレビ系列                               | 2025年5月10日 - 6月14日 | 土曜 0:30 - 0:59（金曜深夜） | 同時ネット |      |
| 富山県         | 北日本放送（KNB）         | 日本テレビ系列                               | 2025年5月10日 - 6月14日 | 土曜 0:30 - 0:59（金曜深夜） | 同時ネット |      |
| 石川県         | テレビ金沢（KTK）         | 日本テレビ系列                               | 2025年5月10日 - 6月14日 | 土曜 0:30 - 0:59（金曜深夜） | 同時ネット |      |
| 中京広域圏     | 中京テレビ（CTV）         | 日本テレビ系列                               | 2025年5月10日 - 6月14日 | 土曜 0:30 - 0:59（金曜深夜） | 同時ネット |      |
| 鳥取県・島根県 | 日本海テレビ（NKT）       | 日本テレビ系列                               | 2025年5月10日 - 6月14日 | 土曜 0:30 - 0:59（金曜深夜） | 同時ネット |      |
| 広島県         | 広島テレビ（HTV）         | 日本テレビ系列                               | 2025年5月10日 - 6月14日 | 土曜 0:30 - 0:59（金曜深夜） | 同時ネット |      |
| 山口県         | 山口放送（KRY）           | 日本テレビ系列                               | 2025年5月10日 - 6月14日 | 土曜 0:30 - 0:59（金曜深夜） | 同時ネット |      |
| 徳島県         | 四国放送（JRT）           | 日本テレビ系列                               | 2025年5月10日 - 6月14日 | 土曜 0:30 - 0:59（金曜深夜） | 同時ネット |      |
| 香川県・岡山県 | 西日本放送（RNC）         | 日本テレビ系列                               | 2025年5月10日 - 6月14日 | 土曜 0:30 - 0:59（金曜深夜） | 同時ネット |      |
| 高知県         | 高知放送（RKC）           | 日本テレビ系列                               | 2025年5月10日 - 6月14日 | 土曜 0:30 - 0:59（金曜深夜） | 同時ネット |      |
| 福岡県         | 福岡放送（FBS）           | 日本テレビ系列                               | 2025年5月10日 - 6月14日 | 土曜 0:30 - 0:59（金曜深夜） | 同時ネット |      |
| 長崎県         | 長崎国際テレビ（NIB）     | 日本テレビ系列                               | 2025年5月10日 - 6月14日 | 土曜 0:30 - 0:59（金曜深夜） | 同時ネット |      |
| 熊本県         | くまもと県民テレビ（KKT） | 日本テレビ系列                               | 2025年5月10日 - 6月14日 | 土曜 0:30 - 0:59（金曜深夜） | 同時ネット |      |
| 鹿児島県       | 鹿児島読売テレビ（KYT）   | 日本テレビ系列                               | 2025年5月10日 - 6月14日 | 土曜 0:30 - 0:59（金曜深夜） | 同時ネット |      |
| 宮崎県         | テレビ宮崎（UMK）         | フジテレビ系列 日本テレビ系列 テレビ朝日系列 | 2025年5月10日 - 6月14日 | 土曜 0:30 - 0:59（金曜深夜） | 同時ネット |      |

## スタッフ
- 企画・プロデュース - 川口信洋
- ナレーション - 徳島えりか
- 編集 - 泉舘雄介
- MA - 大江拓也
- 音効 - 松田創
- TK - 山際慎子
- デスク - 兒島理佳子
- 衣装協力 - ADONUST MUSEUM、ESTNATION
- ディレクター - 井上恭輔、立川春樹、羽隅光
- 演出 - 宮本将孝
- プロデューサー - 藤森彩夏、飯髙昌宏
- チーフプロデューサー - 大橋邦世
- 制作協力 - いまじん
- 製作・著作 - 日本テレビ